# Participatiesamenleving
De participatiesamenleving, participatiemaatschappij of doe-democratie is in Nederland en België een voorgestelde samenleving waarin iedereen die dat kan, verantwoordelijkheid neemt voor, en actief bijdraagt aan zijn of haar eigen leven en (leef)omgeving. Het streven naar een participatiesamenleving is zowel een politieke ideologie als een bezuinigingsoperatie. Vanwege stijgende kosten wil de overheid de verzorgingsstaat beperken en probeert zij steeds meer taken aan de individuele burger over te dragen. Anderzijds wordt aangenomen dat de burger zelf ook minder bemoeienis van de overheid verwacht of nodig heeft.

## Oorsprong en achtergrond
In zijn eerste troonrede, tijdens het kabinet-Rutte II op 17 september 2013, stelde koning Willem-Alexander dat de klassieke verzorgingsstaat diende te veranderen in een participatiesamenleving:

Het is onmiskenbaar dat mensen in onze huidige netwerk- en informatiesamenleving mondiger en zelfstandiger zijn dan vroeger. Gecombineerd met de noodzaak om het tekort van de overheid terug te dringen, leidt dit ertoe dat de klassieke verzorgingsstaat langzaam maar zeker verandert in een participatiesamenleving. Van iedereen die dat kan, wordt gevraagd verantwoordelijkheid te nemen voor zijn of haar eigen leven en omgeving.

### Brinkman, Kok en Balkenende
In de jaren tachtig stelde toenmalig CDA-minister Elco Brinkman dat burgers en instanties te zwaar leunden op overheidsfinanciering en dat Nederland naar een 'zorgzame samenleving' moest streven. De eerste politicus die het woord participatiesamenleving gebruikte was de toenmalige vicepremier en minister van Financiën Wim Kok. In 1991 hield de PvdA-leider zijn achterban voor dat de verzorgingsstaat niet meer te betalen was. Hij betoogde dat de 'saamhorigheid' een andere (niet louter door de overheid gefinancierde) gestalte moest krijgen. Hij repte van een overgangsfase, van de verzorgingsstaat naar een participatiesamenleving. Voormalig premier  Balkenende bedacht in 2005 de term 'participatiemaatschappij'.

### Wet maatschappelijke ondersteuning (Wmo)
De Wmo van 2007 hevelde de thuiszorg over van het Rijk naar de gemeenten. Daarbij werd een nieuwe koers ingeslagen op het gebied van ondersteuning. Van burgers werd en wordt verwacht dat zij eerst voor zichzelf en hun naasten zorgen en pas daarna een beroep doen op instanties. De (lokale) overheden zouden hierbij voornamelijk ondersteuning en compensatie moeten bieden. In 2011 werden nog meer taken aan de gemeenten overgedragen, waarbij het compensatiebeginsel werd geschrapt, om lokale overheden meer beleidsvrijheid te gunnen. Er werd voor zo'n vijftien miljard euro aan taken overgeheveld naar de gemeenten, die daarvoor tien miljard van het Rijk terug ontvingen. In de Wmo van 2015 ten slotte, werd ook de langdurige zorg voor mensen met een beperking of met chronische psychische problemen bij de gemeenten ondergebracht.

### Woord van het jaar
In november 2013 werd 'participatiesamenleving' op het congres van het Genootschap Onze Taal verkozen tot woord van het jaar 2013. SCP-voorzitter Kim Putters noemde de overdracht van taken aan de gemeenten een transitie van verzorgingsstaat naar verzorgingsstad.

## Politieke invulling
De politieke partijen geven aan het begrip participatiesamenleving een verschillende invulling. Aan de rechterkant betoogt men dat de participatiesamenleving de burger meer vrijheid geeft en kansen schept voor het maatschappelijk middenveld. Links van het politieke spectrum houdt men staande dat de onderlinge solidariteit hierdoor bevorderd wordt en burgers zou aansporen om meer verantwoordelijkheid te nemen voor de noden van de kwetsbaren in de samenleving. De noodzaak tot verandering staat niet ter discussie, omdat de huidige verzorgingsstaat  ten koste gaat van andere belangrijke zaken als goed onderwijs en veiligheid.
De contouren van de participatiesamenleving, als verbeterde versie van de verzorgingsstaat, tekenen zich langzamerhand af. "Wij dwingen niets af," zegt premier Rutte, "de mensen willen het zelf. Wij sluiten slechts aan bij een beweging die gaande is."

## Voordelen
In tijden van bezuinigingen is de participatiesamenleving goedkoper dan de verzorgingsstaat. De zorguitgaven zijn bijvoorbeeld sinds 1972 onafgebroken gestegen en bedragen omstreeks 2016 14 procent van het bruto binnenlands product. Die stijging is ten dele te verklaren door de vergrijzing, want ouderen vragen meer zorg. De zorgconsumptie stijgt echter ook door de technologische vooruitgang, van de wieg tot het graf. Ten slotte laat de Nederlander zich meer en sneller behandelen voor uiteenlopende aandoeningen. Het Centraal Planbureau bericht dat in 2017 al bijna een kwart van het inkomen aan de zorg opgaat. Wanneer de zorgkosten omhoog blijven gaan zal in 2040 een gemiddeld gezin ruim een derde van het besteedbaar inkomen hieraan kwijt zijn.

## Kritiek
Meteen na de troonrede ontstond op internet en in de media discussie over het begrip participatiesamenleving. Er werd bijvoorbeeld gesteld dat het begrip eigenlijk betekent: "zoek het zelf maar uit." Ook werd geopperd dat het een verhullende term is "voor verschraling van de voorzieningen en herintroductie van de klassenmaatschappij. Een samenleving waarin je voor een fatsoenlijke oude dag afhankelijk bent van centen of familie, die dan 'participanten' moeten gaan heten."
Critici van de participatiesamenleving stellen dat het wegvallen van overheidsondersteuning de werkelijk kwetsbaren voor grote problemen plaatst. De armlastigen, de chronisch zieken, degenen die geen netwerk hebben of nauwelijks familie. Tot voor kort kon men nog redelijk onafhankelijk en zelfstandig leven. Mantelzorgers zijn nu al vaak overbelast. In 2017 stelde de Wetenschappelijke Raad voor het Regeringsbeleid in een rapport vast dat de zelfredzaamheid van burgers tekort schiet om de doelen van de participatiesamenleving te halen. Het zou daarbij niet alleen om sociaal zwakkeren gaan: ook hoger opgeleiden hebben moeite met het opvangen van tegenslagen.

## Actief burgerschap
Evelien Tonkens, oud-hoogleraar Actief burgerschap, verdeelt de burgers in twee categorieën: de eerste is passief, claimt rechten en komt niet zelf in actie. Aan de andere kant ziet zij veel burgers die wel hun verantwoordelijkheid nemen en de nodige initiatieven ontplooien.
Met haar pleidooi voor actief burgerschap hoopte Tonkens ook mensen met elkaar te verbinden. Het zou, volgens haar, niet uit moeten maken of je gezond of ziek, sterk of zwak, een nieuwe of een autochtone Nederlander bent. We zijn bij elkaar, zegt ze, om elkander te helpen. Tegelijkertijd constateert Tonkens dat actieve burgers vooral te vinden zijn onder de hoger opgeleiden. Ook inwoners van kleine dorpen zijn meer bereid tot nabuurschap.
Zij wijst ook op de emoties die gepaard gaan met het verdwijnen van de verzorgingsstaat. Wanneer iemand in de bijstand zit of niet in staat is om zelfredzaam te zijn, kan deze persoon zich schuldig of miskend gaan voelen en door de maatschappij buiten gesloten. Dit geldt vaak voor mensen in de probleemwijken. Zij voelen zich soms door de overheid in de steek gelaten.
Het vrijwilligerswerk neemt steeds meer taken van de overheid gedeeltelijk over, zoals kinderopvang, de bestrijding van de eenzaamheid en vuilnis oprapen in het park. Maar de vrijwilligers verwachten wel minder regelgeving van het (lokale) bestuur om voorzieningen mogelijk te maken.

## Evaluatie
Vier jaar na de introductie van de term participatiesamenleving, maakte het kenniscentrum Movisie de balans op. Het centrum constateert dat een definitie van dit begrip anno 2017 nog steeds niet geformuleerd is door de overheid en dat een daaraan verbonden doelstelling ook ontbreekt. Evenmin is duidelijk welke rol de landelijke en lokale bestuurders hierin spelen. Uit het onderzoek blijkt wel dat inmiddels in 94% van de gemeenten burgerinitiatieven gestart zijn die tot doel hebben de sociale cohesie te bevorderen. Maar veelal betreft het, zo beaamt Movisie, hoger opgeleiden die zich hiermee bezig houden. De lageropgeleiden, autochtonen en migranten doen nog niet mee. Omdat de participatiesamenleving door velen gezien wordt als een bezuinigingsmaatregel, pleit Movisie voor het spannen van een steviger vangnet voor de kwetsbare burgers.